# 1-я Парковая улица
1-я Па́рковая у́лица (с 1939 года до 18 ноября 1949 года — 1-й Па́рковый прое́зд) — улица, расположенная в Восточном административном округе города Москвы на территории района Измайлово.

## История
Улица получила современное название в честь Измайловского парка. С 1939 года до 18 ноября 1949 года называлась Пе́рвый Па́рковый прое́зд.

## Расположение
1-я Парковая улица проходит от Измайловского проспекта на север, с северо-востока к ней примыкает Заводской проезд, 1-я Парковая улица поворачивает на северо-запад и проходит до Первомайской улицы. Нумерация домов начинается от Измайловского проспекта.

## Примечательные здания и сооружения
По нечётной стороне:
- № 5-7 — трёхэтажный жилой дом сталинской архитектуры, построенный для работников Кардо-регенераторного завода, 1948 год, инженер-архитектор И. Н. Деев[3].

По чётной стороне:
- № 12 — крупноблочное здание школы, 1938 год, построено по типовому проекту. Одно из старейших капитальных зданий в Измайлове. В нём размещались школа № 452 и школа рабочей молодёжи № 79, сейчас — колледж автоматизации и информационных технологий № 20[4]. У здания установлен памятник гвардейцам-миномётчикам (макет зенитной установки)

## Транспорт

### Автобус
- 34: от Измайловского проспекта до Первомайской улицы и обратно
- 34к: от Измайловского проспекта до Первомайской улицы и обратно
- 223: только в одну сторону от Измайловского проспекта до Первомайской улицы

### Метро
- Станция метро «Измайловская» Арбатско-Покровской линии — у южного конца улицы, на Измайловском проспекте